# Солчага, Хосе
Хосе Сольчага Сала (исп. José Solchaga Zala; 8 октября 1881, Аберин, Наварра (автономное сообщество), Испания — 26 сентября 1953, Сан-Себастьян, Гипускоа, Страна Басков, Испания) — испанский генерал, сражавшийся на стороне националистов в Гражданской войне в Испании.

## Биография
Родился в Наварре в семьи профессиональных военных, католиков и карлистов. Двоюродный брат испанского генерала Хосе Ируретагоена Солчага, с которым был близко знаком.
В 1896 году в возрасте пятнадцати лет поступил в Пехотную академию Толедо и окончил её в 1899 году. После 10 лет гарнизонной службы попросил командировку в Марокко. Во время Второй Рифской войны 1909—1911 годов был капитаном, участвовал в военных операциях при Мелилье, Лараше и Тетуане. Повышен в звании до команданте и награждён тремя крестами за боевые заслуги. Служил в испанском Марокко до 1914 года. В 1920 году произведён в подполковника и направлен на службу в Сан-Себастьян. В 1921 году переведён в Памплону в звании полковника.
Во время революции 1934 года Сольчага командовал одной из трёх колонн, участвовавших в подавлении восстания в Астурии.
В 1936 году присоединился к путчу против республиканского правительства. Возглавлял войска Наварры в кампании на Гипускоа. 5 августа 1936 года войска под его командованием заняли Ирун, что позволило националистам отрезать удерживаемую республиканцами зону на севере от французской границы и Сан-Себастьян 13 сентября. Весной 1937 года назначен главнокомандующим Бригадами Наварры и получив звание генерала руководил обороной Хаки. Уже в должности генерала командовал войсками в Бискайской кампании. В августе возглавил войская националистов в битве при Сантандере, а в сентябре 1937 года был одним из командиров в Астурийской кампании.
В марте 1938 году возглавлял наваррские дивизии в Арагонской операции. В июне 1938 года был командующим армейским корпусом Турия в битве на линии XYZ. В декабре 1938 года руководил Наваррским армейским корпусом во время наступления на Каталонию, в битве за Барселону в январе 1939 года и в последнем наступлении Гражданской войны в Испании в марте 1939 года. Войну закончил в звании генерал-майора.
В сентябре 1943 года в звании генерал-лейтенанта Солчага был в числе тех, кто подписал петицию о реставрации монархии, адресованную Франсиско Франко. Позже он был генерал-капитаном VII военного округа (штаб в Вальядолиде), а в 1945 году — IV военного округа (штаб в Барселоне). Четыре года спустя ушёл в запас. Скончался в 1953 году.